# Star Trek: Insurrection
Star Trek: Insurrection er en amerikansk science fiction-film fra 1998, instrueret af Jonathan Frakes. 

## Medvirkende
- Patrick Stewart som Kaptajn Jean-Luc Picard
- Jonathan Frakes som Kommandør William T. Riker
- Brent Spiner som Lt. Commander Data
- LeVar Burton som Lt. Commander Geordi La Forge
- Michael Dorn som Lt. Commander Worf
- Gates McFadden som Dr. Beverly Crusher
- Marina Sirtis som Counselor Deanna Troi
- F. Murray Abraham som Adhar Ru'afo
- Donna Murphy som Anij
- Anthony Zerbe som Admiral Matthew Dougherty
- Stephanie Niznik som Ensign Kell Perim
- Daniel Hugh Kelly som Sojef
- Gregg Henry som Gallatin
- Michael Welch som Artim